# Razès, Haute-Vienne
Razès (tiếng Occitan: Rasès) là một xã của tỉnh Haute-Vienne, thuộc vùng Nouvelle-Aquitaine, miền trung nước Pháp.